# Fangatau
Fangatau is een atol in de eilandengroep van de Tuamotuarchipel (Frans-Polynesië). Het atol is ook de naam van een gemeente waatoe zowel dit atol als het atol Fakahina behoort.  Er is een grot gewijd aan de Maagd Maria en een kerkje. In 2017 woonden er 135 mensen, voornamelijk in het dorp Teana in het westen.

## Geografie
Fangatau ligt 73 km ten westen van het atol Fakahina en 902 km ten noordoosten van Tahiti. Het is ovaalvormig, met een lengte van 8 km en een breedte van 3,5 km. Het landoppervlak bedraagt 6 km². Er is een lagune met oppervlakte van 11 km², zonder natuurlijke, bevaarbare doorgang naar zee. Het dorp Teana heeft via een kunstmatige geul door het rif toegang tot de oceaan. Het eiland is rijkelijk beplant met kokospalmen. Het regelmatige patroon van deze aanplantingen is met Google Earth goed te zien. 

## Geschiedenis
Fangatau werd voor het eerst door de Russische ontdekkingsreiziger Fabian Gottlieb von Bellingshausen waargenomen op 10 juli 1820. Rond 1850 werd het eiland Frans territorium en kwamen er missionarissen.  In 1872 werd de Saint-Dominiqekerk gebouwd en als parochie opgenomen binnen het bisdom Papeete.

## Economie
In 1978 kreeg het eiland een start- en landingsbaan van 1200 meter lengte. Volgens cijfers uit 2019 worden jaarlijks 1500 passagiers vervoerd en zijn er gemiddeld 150 vluchten. Het maken van kopra is een belangrijke economische activiteit. Sinds 2001 is daarbij de kweek van een soort doopvontschelp (Tridacna maxima) bij gekomen ten behoeve van de aquariumhandel in Europa en Azië.
In 1985 werd een waterleidingnet ontworpen. In december 2007 was dit leidingnet 1,5 km lang, maar het water was brak, alleen geschikt voor schoonmaakdoeleinden. In 2017 kwam als eerste in Frans-Polynesië een installatie in werking die met zonnenpanelen drinkbaar zoet water produceerde door middel van verdamping van zeewater. Dit kan in hoeveelheden die via dit net gedistribueerd kunnen worden (700 liter per dag).

## Ecologie
Er komen 33 vogelsoorten voor waaronder zeven soorten van de Rode Lijst van de IUCN waaronder de hendersonstormvogel (Pterodroma atrata) en de  zuidzeewulp (Numenius tahitiensis).